# Mariä Geburt (Oberbiberg)

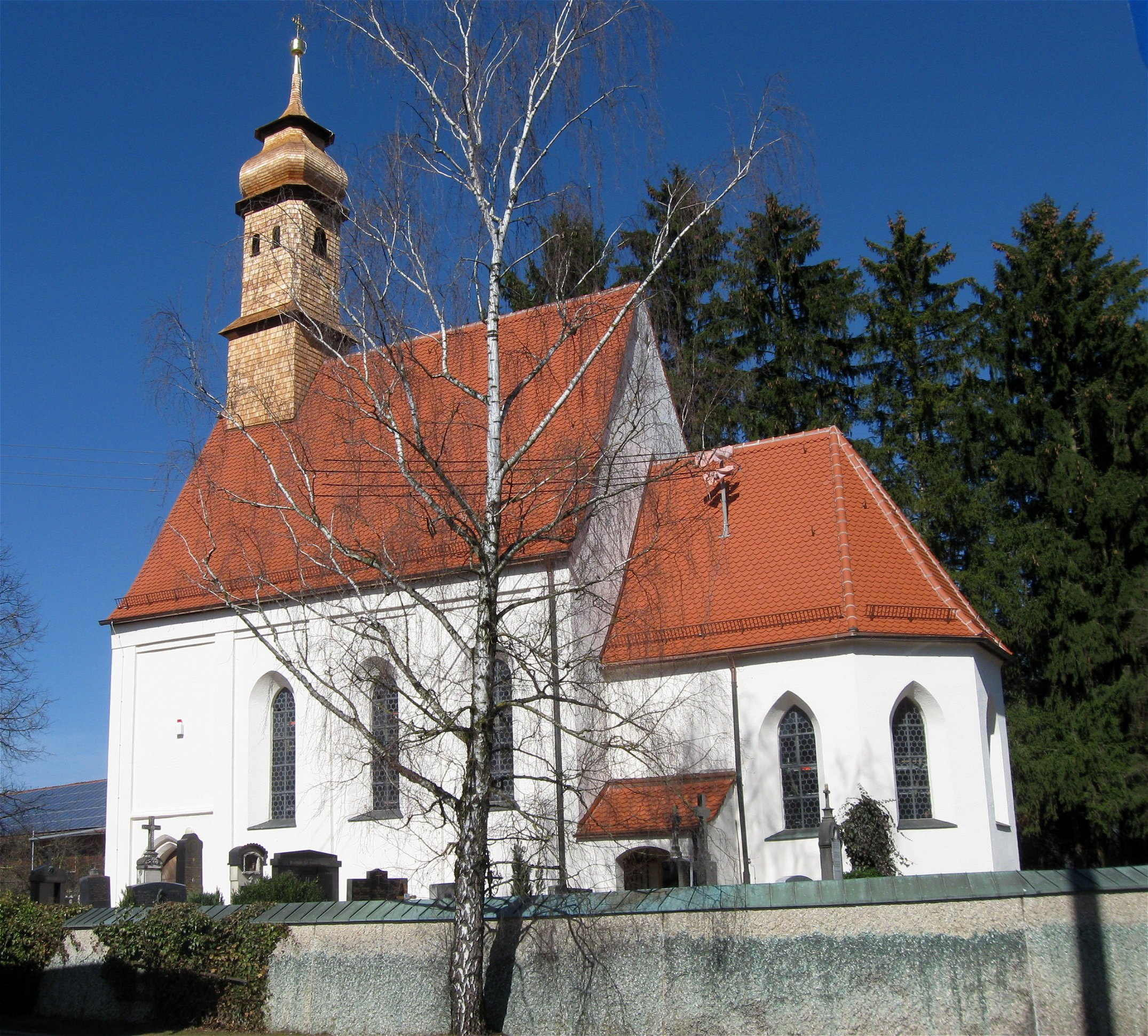
Mariä Geburt in Oberbiberg

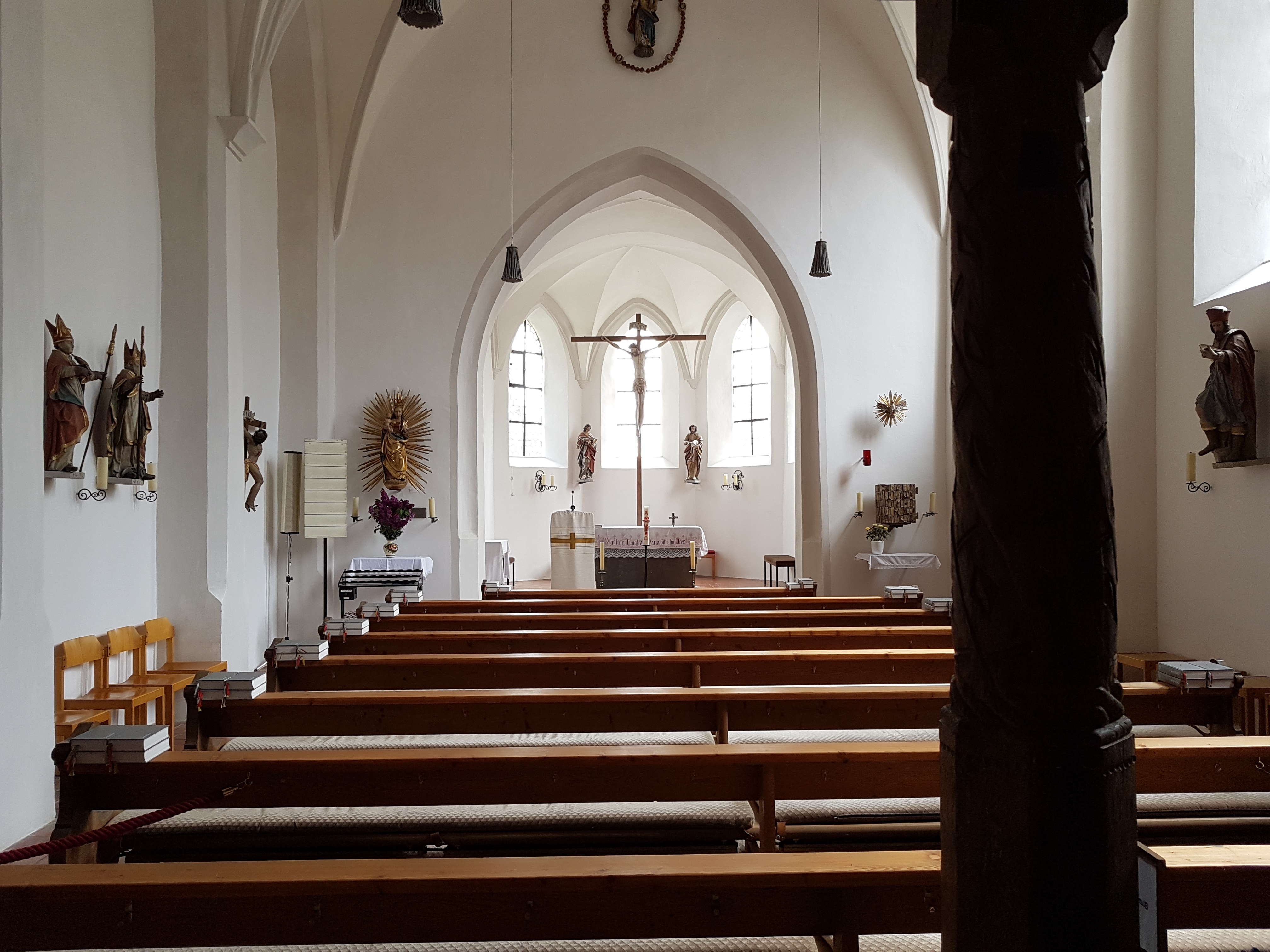
Innenansicht

Die römisch-katholische Filialkirche Mariä Geburt steht in Oberbiberg, einem Gemeindeteil von Oberhaching im oberbayerischen Landkreis München. Sie ist in der Liste der Baudenkmäler in Oberhaching als Baudenkmal unter der Nr. D-1-84-134-41 eingetragen. Die Kirche gehört zum Dekanat München-Südost im Erzbistum München und Freising.

## Beschreibung
Mariä Geburt in Oberbiberg ist eine in der Mitte des 15. Jahrhunderts anstelle eines zu klein gewordenen Vorgängerbaus errichtete gotische Saalkirche. In den Jahren 2009/10 wurde sie renoviert. Umfassendste Maßnahmen waren die komplette Sanierung des Dachtragwerks und Trockenlegungsmaßnahmen.
Die Kirche besteht aus dem Langhaus zu vier Jochen, dem eingezogenen Chor mit Fünfachtelschluss im Osten, der Sakristei an der Nordwand und einem Vorbau an der Südwand des Chors. Über dem Giebel der Fassade im Westen erhebt sich ein quadratischer Dachreiter mit einer gestuften Haube. In dem Dachreiter hängen drei Glocken.
Der Innenraum des Langhauses ist mit einem Netzgewölbe überspannt, der des Chors mit einem Kreuzgratgewölbe.
Ein neugotischer Hochaltar wurde im Zuge einer Renovierung von 1965 entfernt und durch eine frei stehende Mensa ersetzt. Hinter diesem Altartisch steht ein hohes Kruzifix, flankiert von Statuen Johannes des Täufers (rechts) und Johannes des Evangelisten. Der Tabernakel ist vorn rechts am Übergang vom Kirchenschiff zum Chor angebracht.
Ältestes Kunstwerk der Kirche ist eine 1428 von dem bayrischen Herzog Wilhelm gestiftete Mondsichelmadonna mit Jesuskind, Krone und Zepter im goldenen Strahlenkranz. Die Statue hängt links an der Stirnwand des Kirchenschiffs beziehungsweise neben dem Chorbogen.

## Orgel

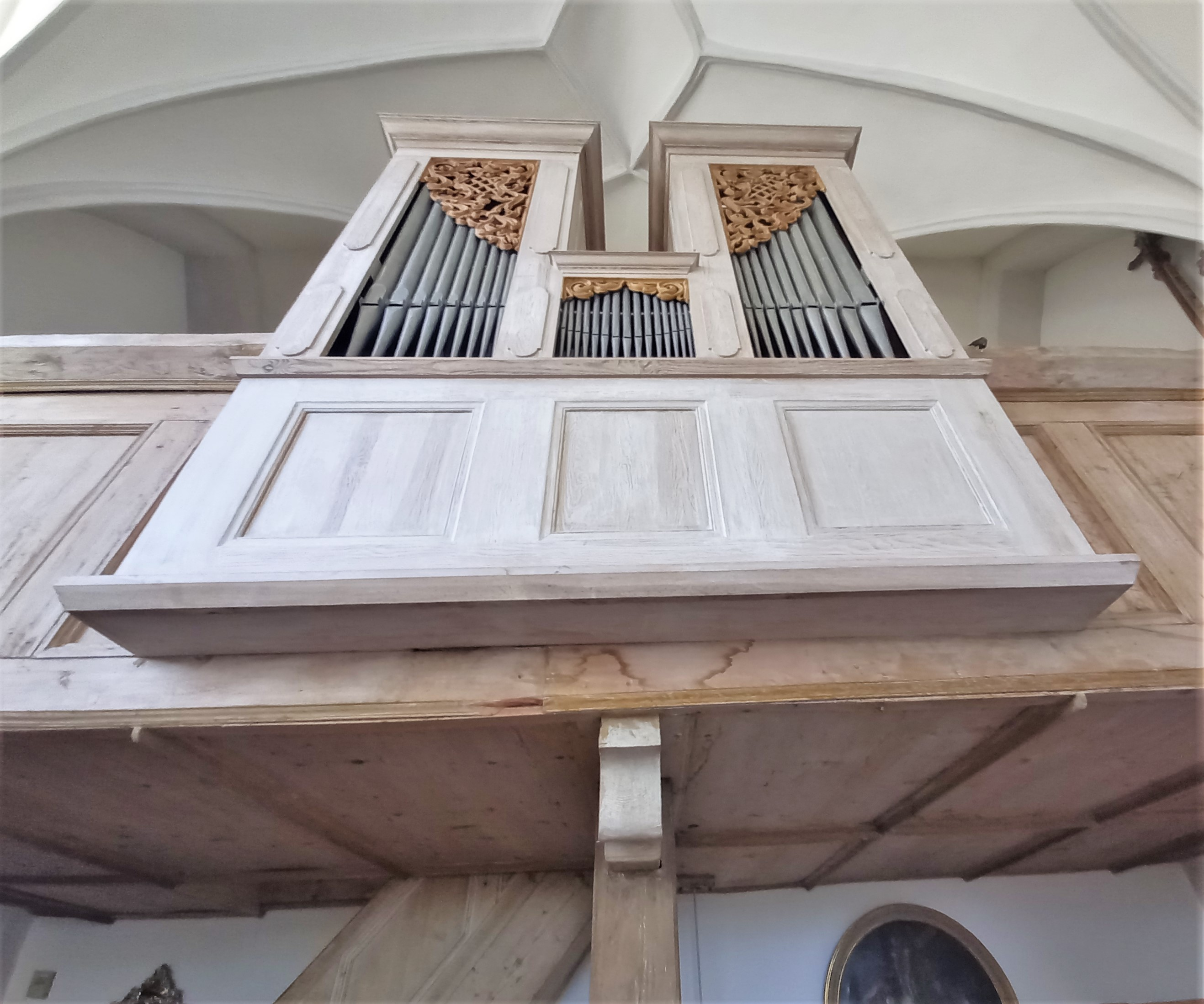
Orgel

Die Orgel wurde 1777 von Philipp Rädler gebaut. Sie hat acht Register auf einem Manual und Pedal. Spiel- und Registertraktur sind mechanisch. Sie hat folgende Disposition:
| Manual C–c3 |       |
| Gedackt     | 8′    |
| Prinzipal   | 4′    |
| Flöte       | 4′    |
| Quint       | 2 ⁄3′ |
| Oktav       | 2′    |
| Superoktav  | 1′    |
| Mixtur      |       |

| Pedal C–a0 |     |
| Subbaß     | 16′ |

- Koppeln: M/P